# Getachew Jenber
 (décembre 2022).
République fédérale démocratique d'Éthiopie
Getachew Jenber (Ge'ez: ጌታቸው ጀንበር) est un des 112 membres du Conseil de la Fédération éthiopien. Il est un des 17 conseillers de l'État Amhara et représente le peuple Amhara.
Il a été vice-président de l'État Amhara.